# Victor Linnér
Victor Gustaf Wilhelm Linnér, född 1 september 1983 i Stockholm, är en svensk ståuppkomiker och radioprogramledare. Linnér har en finsk mor och en far från Uganda. Han är bror till medel- och långdistanslöparen Yolanda Ngarambe.

## Standup
Victor Linnér gjorde sin stand-up debut i tävlingen bungy comedy 2010 där han vann. Senare uppträtt på bland annat ståuppklubbarna stockholm live på gröna lund, puben Big ben och raw comedy club.

## Film, radio, TV
2014 medverkade Linnér i Morgonpasset sommar han medverkade även i tankesmedjan samma år. 2015 började han som ny programledare på morgonpasset i P3. 2017 började han sända som ny programledare för helgprogrammet Helgen i P3 samtidigt som han sände morgonpasset. 2018 började han vid sidan av morgonpasset och Helgen i P3 även som ny programledare för eftermiddagsprogrammet PP3 tillsammans med Linnéa Wikblad och Sara Kinberg. 2020 bytte helgen i P3 namn till P3 med där Victor är fortsatt programledare tillsammans med Ison Glasgow. 2021 började han tillsammans med Effie Karabuda som ny programledare för podden P3 spel.
2010 medverkade Linnér som skådespelare i filmen Orion tillsammans med bland annat Filip Berg, Johannes Brost och Dogge Doggelito, samma år medverkade i han SVT:s novellfilm Fired han har även setts medverka med biroller i diverse reklamfilmer och humorprogram som Gustafsson 3tr, Anna blomberg show, Hjälp! och som modell i musikvideor med bland annat Adam Tensta, Erik Lundin och Pink.